# Oplonia cubensis
Oplonia cubensis är en akantusväxtart som beskrevs av A. Borhidi. Oplonia cubensis ingår i släktet Oplonia och familjen akantusväxter. Inga underarter finns listade i Catalogue of Life.